# Sigurd Lohde
Sigurd Lohde (* 4. Juni 1899 in Weimar; † 22. Juli 1977 in Bad Sooden-Allendorf; gebürtig Sigismund Lohde) war ein deutscher Schauspieler jüdischer Abstammung.

## Leben

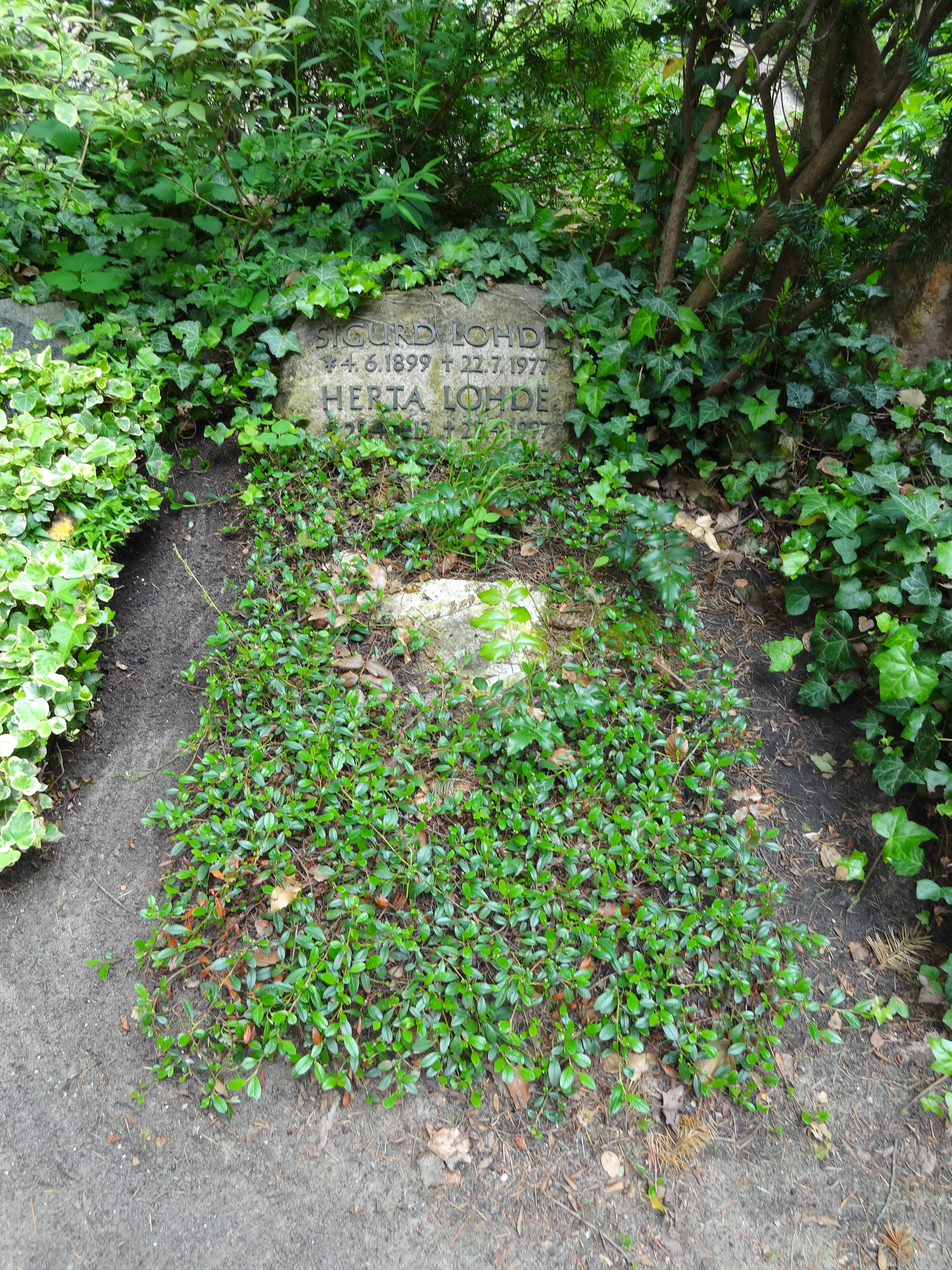
Grab von Sigurd Lohde

Nach einer Ausbildung zum Schauspieler und Regisseur trat er sein erstes Engagement 1919 am Staatstheater in Berlin an. Dann spielte er in Frankfurt am Main, Breslau und wieder Berlin.
Bis 1932 gehörte er zum Ensemble der Volksbühne Berlin. Er war auch in mehreren Filmen zu sehen. In den 1930er Jahren emigrierte er zunächst nach Österreich und trat an der Wiener Scala auf. Dann ging er nach Prag an das dortige Volkstheater und schließlich an das Deutsche Theater in London.
1940 wurde er auf dem Schiff „Dunera“ nach Australien deportiert. Dort agierte er am Theatre Royal, Palace Theatre und Minerva Theatre und auch in dem Aufständischenfilm Goldgräber. 1955 kehrte Lohde nach Deutschland zurück und wurde an das Renaissance-Theater in Berlin engagiert. Er wirkte noch in mehreren Filmen mit und hatte seine letzte Bühnenrolle am Theater des Westens in Tod eines Handlungsreisenden.
Sigurd Lohde starb im Juli 1977 im Alter von 78 Jahren in Bad Sooden-Allendorf. Sein Grab befindet sich auf dem landeseigenen Friedhof Heerstraße in Berlin-Westend (Grablage: 20-B-1).

## Filmografie
- 1931: Der Sprung ins Nichts
- 1931: M
- 1931: Der Draufgänger
- 1932: Theodor Körner
- 1932: Tannenberg
- 1932: Frau Lehmanns Töchter
- 1933: Moral und Liebe
- 1933: Der große Bluff
- 1934: Peter
- 1935: Tagebuch der Geliebten
- 1935: Kleine Mutti
- 1936: Katharina die Letzte
- 1937: Bubi
- 1940: Neutral Port
- 1949: Goldgräber (Eureka Stockade)
- 1956: Geliebte Corinna
- 1956: Das Bad auf der Tenne
- 1956: … wie einst Lili Marleen
- 1957: Jede Nacht in einem anderen Bett
- 1958: Wie es euch gefällt
- 1958: Viel Lärm um nichts
- 1958: Madeleine und der Legionär
- 1958: Das verbotene Paradies
- 1959: Menschen im Hotel
- 1959: Und das am Montagmorgen
- 1961: Frage sieben (Question 7)
- 1962: Parlez-vous français?
- 1962: Das Paradies von Pont L’Eveque
- 1962: Sie schreiben mit (TV-Serie) Folge: Die Kraftprobe
- 1963: Scotland Yard jagt Dr. Mabuse
- 1964: Der Fall X 701
- 1967: Der Reichstagsbrandprozess
- 1970: Taxi nach Leipzig (Serie Tatort)

## Synchronrollen (Auswahl)
- 1957: Vladimir Repa als Pfarrer Peklo in Jan Hus

## Hörspiele (Auswahl)
- 1958: Alfred Döblin: Berlin Alexanderplatz – Regie: Fränze Roloff (Hörspiel – HR)
- 1962: Thierry: Pension Spreewitz (Jugendkriminalität, Folge 110, Erstsendung 14. April 1962) (Herr Wellhaupt) – Regie: Ivo Veit (RIAS Berlin)
- 1963: Thierry: Pension Spreewitz (Die Männer sind schlecht, Folge 132, Erstsendung 16. März 1963) (Herr Zählke) – Regie: Ivo Veit (RIAS Berlin)
- 1964: Erdmann Graeser: Die Koblanks. Damals war's – Geschichten aus dem alten Berlin (Geheimrat Altmann, Arzt) (Geschichte Nr. 1 in 12 Folgen) – Regie: Ivo Veit (RIAS Berlin)
- 1964: Alice Berend: Frau Hempels Tochter. Damals war’s – Geschichten aus dem alten Berlin (Arzt) (Geschichte Nr. 2 in 10 Folgen) – Regie: Ivo Veit (RIAS Berlin)
- 1965: Alice Berend: Spreemann & Co. Damals war’s – Geschichten aus dem alten Berlin (Sanitätsrat Sternfeld) (Geschichte Nr. 3 in 15 Folgen) – Regie: Ivo Veit (RIAS Berlin)
- 1965: Ulrike Brückner: Berliner Rangen. Damals war’s – Geschichten aus dem alten Berlin (Prof. Nolte) (Geschichte Nr. 4 in 8 Folgen) – Regie: Ivo Veit (RIAS Berlin)
- 1965: Max Kretzer: Der Millionenbauer. Damals war's – Geschichten aus dem alten Berlin (Herr Wendehals, Detektiv) (Geschichte Nr. 5 in 15 Folgen) – Regie: Ivo Veit (RIAS Berlin)
- 1968: Erdmann Graeser: Die Eisrieke. Damals war's – Geschichten aus dem alten Berlin (Herr von Echtern) (Geschichte Nr. 9 in 12 Folgen) – Regie: Ivo Veit (RIAS Berlin)
- 1969: Friedrich Hackländer: Bertha Wegemanns Wege. Damals war’s – Geschichten aus dem alten Berlin (Geheimrat von Lüdenburg) (Geschichte Nr. 11 in 15 Folgen) – Regie: Ivo Veit (RIAS Berlin)
- 1969: Willibald Runge: Giese gegen Giesebrecht. Damals war’s – Geschichten aus dem alten Berlin (Rechtsanwalt Dr. Finke) (Geschichte Nr. 16 in 10 Folgen) – Regie: Ivo Veit (RIAS Berlin)